# 曼丰
曼丰（法語：Mainfonds，法語發音：[mɛ̃fɔ̃]）是法国夏朗德省的一个旧市镇，位于该省中南部，属于昂古莱姆区。2016年1月1日，曼丰和相邻的另外3个市镇合并为新市镇瓦勒德维涅（Val des Vignes）。

## 地理
曼丰（45°31'5"N, 0°1'9"E）面积9.26 平方千米，位于法国新阿基坦大区夏朗德省，该省份为法国西部内陆省份，北起德塞夫勒省和维埃纳省，东临上维埃纳省，东南至多尔多涅省，南至多爾多涅省，西接滨海夏朗德省。
与曼丰接壤的市镇（或旧市镇、城区）包括：瓦勒德维涅、香槟维尼、克莱、埃特里亚克、欧布维尔。
曼丰的时区为UTC+01:00、UTC+02:00（夏令时）。

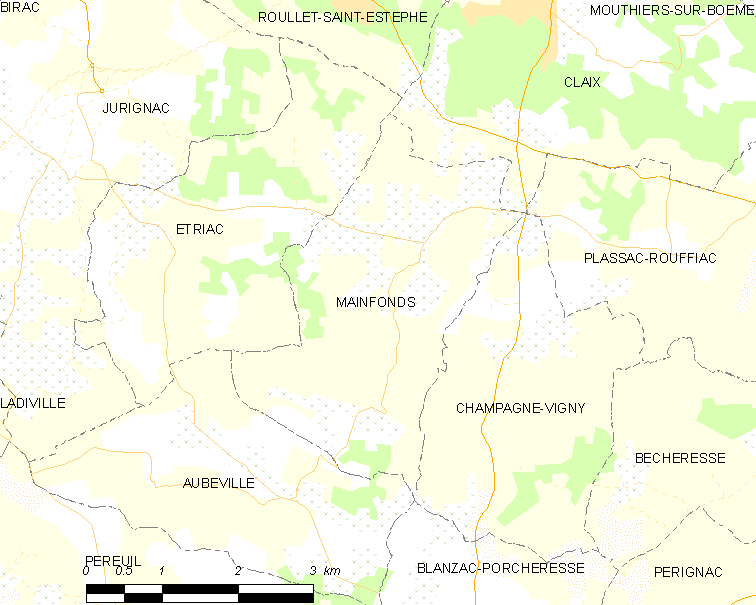
曼丰的OSM定位图

## 行政
曼丰的邮政编码为16250，INSEE市镇编码为16201。

## 政治
曼丰所属的省级选区为夏朗德南县。

## 人口

1962-2008年间曼丰人口变化图示

曼丰于2018年1月1日时的人口数量为118人。